# Eriq Ebouaney
Eriq Ebouaney (Angers, Maine-et-Loire, 3 oktober 1967) is een Frans filmacteur. Hij is vooral bekend voor zijn rol als de Congolese premier Patrice Lumumba in de film Lumumba (2000), als "Black Tie" in Brian De Palma's: Femme Fatale en als "Ice" in de  actiefilm Transporter 3 (2008), waarin hij speelde met Jason Statham.

## Biografie
Ebouaney werd geboren in Angers, Frankrijk, de zoon van Kameroense immigranten. Als kind heeft toonde hij nooit interesse in acteren en wou een zakenman worden. Echter, op 30-jarige leeftijd, werd hij lid van een theatergezelschap en stopte hij met zijn baan als verkoopmanager om een professionele acteur te worden.

## Carrière
Hij maakte zijn filmdebuut in 1996 in de door Cédric Klapisch geregisseerde film Chacun cherche son chat. Hij kreeg een hoofdrol in de film Lumumba (2000) waarin hij premier Patrice Lumumba speelde. De film werd opgenomen in Beira, Mozambique. 
In 2002 speelde hij in Brian De Palma's Femme Fatale naast Antonio Banderas. In 2004 speelde hij het karakter van Jean Claude in Marcus Bamford's speelfilmdebuut Cape of Good Hope. In 2005 speelde hij in de bekroonde Ridley Scottfilm Kingdom of Heaven, waarin hij naast Michael Sheen, Liam Neeson, Orlando Bloom, David Thewlis, Martin Hancock en Nathalie Cox speelde.
In 2006 speelde hij in The Front Line en La piste.
In 2008 had hij een bijrol in de veelgeprezen Australische film Disgrace met de Amerikaanse acteur John Malkovich, een kleine rol in de Italiaanse film Bianco e Nero en later werd hij gecast als "Ice" in Transporter 3. Hij heeft ook een rol in 3 Days to Kill.
Mensen met wie hij heeft samengewerkt zijn onder andere Gérard Depardieu, Jean Reno, Brian De Palma, Eric Valli, Cédric Klapisch, Antonio Banderas, Orlando Bloom, Raoul Peck en Yvan Attal.

## Filmografie (selectie)
- Chacun cherche son chat - Ouvrier ebéniste (1996)
- Les Enfants du marais (1999)
- Lumumba (2000)
- Femme Fatale - Black Tie (2002)
- Kingdom of Heaven - Firuz (2005)
- Hitman - Bwana Ovie (2007)
- Disgrace - Petrus (2008)
- Transporter 3 - Ice (2008)
- Jo - Amadou (2013)
- Death in Paradise - Theo Frazier (televisieserie, 2014)
- 3 Days to Kill - Jules (2014)
- Le Passé devant nous - Michel (2016)
- The Walking Dead: Daryl Dixon - Fallou Boukar (televisieserie, 2023-2024)